# Karl Gerd Krumbach
Karl Gerd Krumbach (* 12. Mai 1926; † 15. Juli 2015 in Aachen) war ein deutscher Professor und Numismatiker.

## Leben
Seit 1956 war Krumbach als promovierter Ingenieur an der FH Aachen im Fachbereich Architektur beschäftigt. Als Professor für das Lehrgebiet Tragwerkslehre und Statik wurde er ebendort im Jahr 1989 pensioniert.
Neben seinem Beruf war Krumbach ein interessierter Sammler Aachener Münzen und widmete sich der Erforschung der Aachener Münzgeschichte. Im Selbstverlag überarbeitete er das 1913 verfasste Referenzwerk von Julius Menadier und veröffentlichte grundlegende Arbeiten zur Aachener Münzprägung, die in der deutschen Numismatik ihren festen Platz gefunden haben.